# Jujubee
Jujubee, właśc. Airline Inthyrath (ur. 21 czerwca 1984 we Fresno) – amerykański drag queen i osobowość telewizyjna.

## Życiorys

### Wczesne Życie
Inhyrath urodził się w tajsko-laotańskiej buddystycznej rodzinie we Fresno, a wychował w Bostonie. Jego ojciec zmarł, gdy Inthyrath miał 15 lat i w tym samym roku matka porzuciła go i jego dwie siostry. Jego drag mother jest Karisma Geneva-Jackson Tae. Ukończył Lowell High School w Lowell w Massachusetts. Uzyskał tytuł licencjata sztuki teatralnej na Uniwersytecie Massachusetts w Amherst.

### Kariera

#### 2010–2018:RuPaul’s Drag Race
Jujubee pojawił się w drugim sezonie RuPaul’s Drag Race, gdy miał 25 lat, zajmując trzecie miejsce na dwanaście. Jujubee, wraz z innymi zawodnikami z drugiego sezonu, Tyrą Sanchez, Ravenem, Pandorą Boxx i Morganem McMichaelsem, służyli jako profesorowie drag w RuPaul’s Drag U, spin-offie Drag Race'u, który miał swoją premierę w sieci Logo w czerwcu 2010. Co najmniej raz pojawił się we wszystkich trzech sezonach Drag U. Był również nominowany do nagrody NewNowNext 2010 za „Najbardziej uzależniającą gwiazdę rzeczywistości”. 6 sierpnia 2012 roku ogłoszono, że Jujubee był jednym z dwunastu uczestników Drag Race wybranych do pierwszej obsady RuPaul’s Drag Race All Stars, który miał swoją premierę w sieci Logo 22 października 2012 roku. W parze z zawodnikiem Raven, tworząc Team Rujubee, duetowi udało się dotrzeć do finału, który został wyemitowany 26 listopada 2012 roku, gdzie wylądował na trzecim/czwartym miejscu wraz z innym zawodnikiem Shannel. W 2014 roku animowana wersja Jujubee pojawiła się w aplikacji mobilnej RuPaul’s Drag Race: Dragopolis 2.0. Wystąpił w serii reklam z Gilead w celu podniesienia świadomości na temat HIV/AIDS. Ona i Raven pojawili się jako goście w „Snatch Game” podczas drugiego sezonu RuPaul’s Drag Race All Stars. Był gościem w pierwszym odcinku sezonu 10 w pierwszym mini-wyzwaniu. Wystąpił w teledysku do piosenki RuPaula „Jealous of My Boogie”. Później pojawił się w teledysku „Queen” zespołu Mimi Imfurst Xelle, wraz z innymi uczestnikami RuPaul’s Drag Race. Była także w teledysku do „Call My Life” Blaira St. Claira w 2018 roku.

#### 2019–obecnie
Wystąpił z BeBe Zahara Benet, Thorgy Thor i Alexis Michelle w programie TLC Drag Me Down the Aisle, którego premiera odbyła się 9 marca 2019. Jujubee pojawił się w serialu Netflix, AJ and the Queen z RuPaulem w roli głównej w 2020 roku jako uczestnik konkursu Lee St. Lee. 8 maja 2020, Jujubee został ogłoszony jednym z dziesięciu poprzednich uczestników Drag Race wybranych do dołączenia do piątego sezonu RuPaul’s Drag Race All Stars, którego premiera odbyła się na VH1 5 czerwca 2020. W listopadzie 2021, Jujubee został ogłoszony jednym z czternastu uczestników debiutanckiego sezonu Queen of the Universe, międzynarodowego konkursu śpiewu drag queen i spin-offu RuPaul’s Drag Race. Został wyeliminowany w drugim odcinku po zaśpiewaniu "Into You" Ariany Grande. W styczniu 2022, roku został ogłoszony jako jeden z dziewięciu uczestników RuPaul’s Drag Race: UK vs the World. Po wyemitowaniu programu Jujubee ogłosił, że prawdopodobnie po raz ostatni wziął udział w zawodach drag.  Jest jedną z najczęściej obserwowanych królowych Drag Race, a od października 2021 roku zgromadziła ponad 1,1 miliona obserwujących na Instagramie.